# Blackburneus badius
Blackburneus badius är en skalbaggsart som beskrevs av Karl Henrik Boheman 1857. Blackburneus badius ingår i släktet Blackburneus och familjen Aphodiidae. Inga underarter finns listade.